# Леннон, Джулия
Джу́лия Ле́ннон (англ. Julia Lennon; при рождении Стэ́нли (англ. Stanley); 12 марта 1914, Ливерпуль, Англия, Великобритания — 15 июля 1958, там же) — мать английского певца и музыканта Джона Леннона. Рассталась с его отцом в 1946 году, но не развелась; остаток жизни провела в сожительстве с Джоном Альбертом Дайкинсом.
Хотя большую часть своего детства Джон Леннон провёл не с ней, он любил её и был потрясён её смертью. Ей он посвятил несколько своих песен, в частности, «Julia» и «Mother». Биограф и критик Иэн Макдональд называл Джулию «музой её сына».

## Биография

### Детство
Джулия Стэнли, которую в семье называли Джуди, была четвёртой из пяти сестёр. У её матери, Энни Джейн (англ. Annie Jane Stanley), двое первых детей (мальчик и девочка) не выжили, а затем родились дочери: Мэри («Мими», англ. Mimi Stanley, 1903—1991), Элизабет («Мэтер», англ. Mater Stanley, 1908—1976), Энн («Нэнни», англ. Nanny Stanley, 1911—1988), Джулия и Харриет («Хэрри», англ. Harrie Stanley, 1916—1972). Леннон позже утверждал, что «девочки Стэнли» были «пятью замечательными, сильными, красивыми и умными женщинами». Джулия была очень весёлой и жизнерадостной; по словам родни, она могла обратить в шутку абсолютно всё и выйти из горящего дома с улыбкой на лице.
Когда Джордж Стэнли (англ. George Stanley), отец Джулии, бывший моряк, поступил на работу в страховую компанию, семья переехала в Вултон, пригород Ливерпуля. В 1945 году скончалась Энни Стэнли, и Джулия потом помогала своей старшей сестре Мими заботиться об их отце.

### Брак с Альфредом Ленноном
Джулия познакомилась с Альфредом Ленноном ещё в детстве. «Альф» Леннон очень любил ходить на водевили и в кинотеатры, и именно в кинотеатре «Трокадеро» он впервые увидел «девочку с каштановыми волосами, милой улыбкой и высокими скулами» — Джулию Стэнли. Вторично он встретил её в Сефтон-парке. Увидев его, четырнадцатилетняя Джулия заявила, что его шляпа выглядит глупо, на что Альфред ответил, что Джулия выглядит прелестно, и сел рядом с ней на скамью. Джулия потребовала, чтобы он снял шляпу, что он и сделал, швырнув шляпу в озеро.

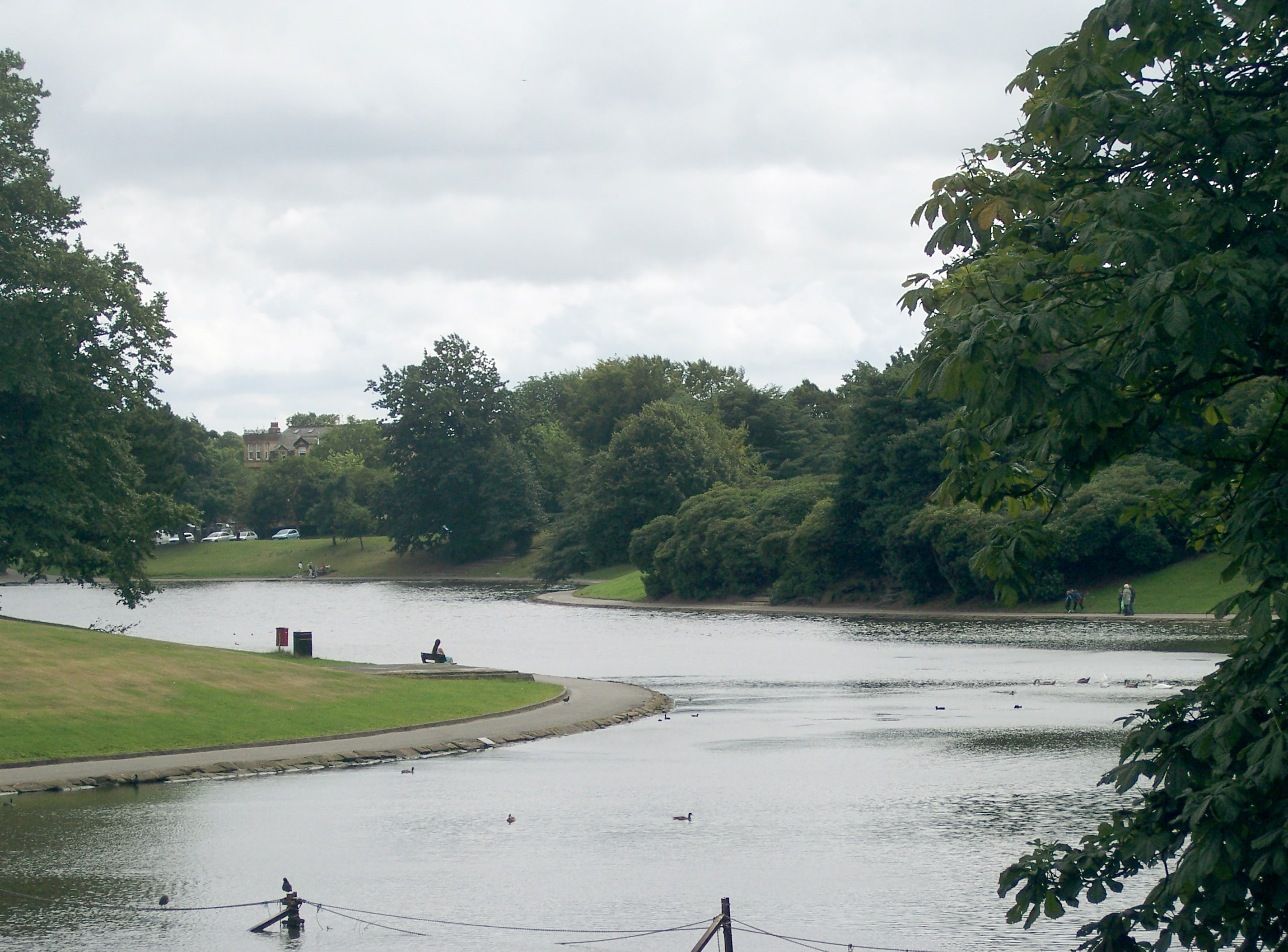
Сефтон-парк. Место, где Джулия познакомилась с Альфредом Ленноном

Вообще, хотя Джулия была ростом всего 5 футов 2 дюйма (155 см; и то этот рост достигался за счёт каблуков), она очень нравилась юношам. Она всегда очень хорошо одевалась и даже спать ложилась, предварительно накрасившись, чтобы выглядеть красиво на следующее утро.
С Альфредом они позже очень подружились; оба занимались музыкой — Джулия любила петь популярные песни, подражая Вере Линн, а Альфред любил изображать Луи Армстронга и Эла Джолсона.
3 декабря 1938 года Джулия вышла замуж за Альфреда, причём предложение сделала она ему, а не наоборот. На их свадьбе не было никого из её семьи, потому что она никого не предупредила о свадьбе заранее и вообще не сообщала о ней родным. Свадебный обед был в ресторане Риса на Клэйтон-сквер, в том же самом ресторане, где позже Джон Леннон праздновал свою свадьбу с Синтией Пауэлл. После обеда Джулия и Альфред пошли в кинотеатр. А вечером Джулия пришла домой, размахивая свидетельством о браке, и объявила: «Вот! Я вышла за него замуж». Это было устроено, чтобы поддразнить её отца, неоднократно говорившего ей, что откажется от неё, если она когда-либо вступит во внебрачную связь.
Ночь после свадьбы супруги провели раздельно, каждый у себя дома, а наутро Альфред на три месяца уплыл в Вест-Индию.
Сначала семья Стэнли игнорировала Альфреда, считая, что он «не может принести пользы никому — особенно нашей Джулии». К тому же Альфред никак не мог найти себе хорошую работу. В январе 1940 года Джулия узнала, что беременна, Альфреда на время войны послали в торговый флот. В 1943 году Альфред дезертировал.

### Рождение и детство Джона Леннона
Джон Леннон родился 9 октября 1940 года. Вскоре после его рождения старшая сестра Джулии, Мими, позвонила в родильный дом и узнала, что на свет появился мальчик. По рассказам самой Мими, она немедленно побежала к сестре и новорождённому, причём в это время на Ливерпуль был совершён воздушный налёт, и Мими приходилось перебегать от дома к дому, прячась. Но она, по её словам, бежала «так быстро, как только позволяли ноги».
Мальчика назвали в честь его деда по отцовской линии и в честь Уинстона Черчилля — Джон Уинстон Леннон. Альфреда Леннона на момент рождения Джона не было в Ливерпуле — он был в отлучке в море.
Когда Джон пошёл в школу в 1945 году, Джулия устроилась работать официанткой в кафе недалеко от школы, чтобы ей было удобно отвозить и забирать домой сына. Вскоре, правда, она нехотя отдала Джона на попечение Мими, так как семья Стэнли очень жёстко возражала против «греховной жизни» состоящей в законном браке Джулии с Бобби Дайкинсом и не считала, что Джон Леннон получает у них хорошее воспитание.
В июле 1946 года Альфред навестил сына и увёз его на каникулы в Блэкпул, тайно собираясь эмигрировать с ним в Новую Зеландию. Джулия и Дайкинс узнали об этом и приехали забрать Джона. Альфред предложил Джулии тоже отправиться в Новую Зеландию вместе с ним, но она отказалась наотрез. После бурной ссоры Альфред заявил, что пятилетний Джон должен выбирать между ним и Джулией. Джон дважды выбрал отца, и Джулия пошла прочь, так что в итоге плачущий мальчик побежал за ней. Альфред больше не видел никого из своей бывшей семьи до времён битломании, когда он снова встретился с Джоном.
А Джулия снова взяла сына к себе и устроила его в ближайшую к дому школу, но спустя несколько недель опять отправила его к Мими. Причины этого предполагаются разные: нежелание Дайкинса воспитывать ребёнка, неспособность Джулии взять на себя эту ответственность или же наказание со стороны Мими и отца Джулии за её жизнь с Дайкинсом. Сам Джон Леннон винил в этом себя, говоря: «Моя мать не могла управляться со мной». Так или иначе, с тех пор он жил в доме Мими, в самой маленькой спальне над входной дверью, под присмотром тёти, желавшей дать ему «приличное воспитание».
Однако Джулия продолжала общение с сыном; именно она за пять фунтов десять шиллингов купила Леннону его первую гитару (после его многочисленных просьб). Она же выучила сына играть на банджо и укулеле, а также на аккордеоне. Только у Джулии в доме Леннон мог слушать любимую музыку, например, Элвиса Пресли. В 1957 году Джулия присутствовала на выступлении The Quarrymen и после каждой песни радостно кружилась и громче всех аплодировала. Она всегда убеждала Леннона не отказываться от занятий музыкой, несмотря на возражения Мими.

### Связь Джулии и Тэффи Уильямса
В 1942—1943 годах Джулия и Джон жили на Эллертон-роуд в Вултоне, в доме, принадлежавшем Джорджу Смиту, мужу Мими (именно Мими и предложила им там поселиться). Так как Альфред часто отправлялся в море, Джулия начала посещать ночные клубы. Там она в 1942 году познакомилась с валлийским солдатом, которого звали Тэффи Уильямс. Он временно проживал в Моссли-Хиллс, пригороде Ливерпуля. Позже Альфред говорил, что сам был во всём виноват, так как писал Джулии, чтобы она развлекалась как хотела, если предоставлялась возможность. Кроме того, после вечера в ночном клубе Джулия часто приносила сыну какой-нибудь гостинец — шоколадку или песочное печенье.
В 1944 году она забеременела от Уильямса, но сначала не хотела в этом признаваться и говорила, что её изнасиловал незнакомый солдат. Уильямс не хотел постоянно жить с Джулией, пока она не откажется от своего сына, чего она не пожелала сделать. Когда в том же году вернулся Альфред, Уильямс предложил Джулии свою помощь в материальном обеспечении как Джона, так и их будущего ребёнка, но Джулия отказалась и от этого.
Во время последних месяцев беременности Джулии Джон жил у своего дяди Сидни Леннона в Мэгхалле, другом пригороде Ливерпуля. Дочь Джулии, Виктория Элизабет, родилась в Элмсвудской больнице 19 июня 1945 года. Под нажимом семьи Джулия отказалась от дочери, и Викторию удочерили норвежцы Педер и Маргарет Педерсен, члены Армии спасения; девочке дали новое имя — Ингрид Мария Педерсен. Джону Леннону о её рождении не рассказывали, и осталось неизвестным, узнал ли он о Виктории когда-нибудь вообще.
По другим данным (газета «The Sun», 24 августа 1998 г.), Джон Леннон искал свою пропавшую сестру по всему миру в течение многих лет, но во время своих поисков Джон так и не выяснил, что приёмные родители сразу же дали новорождённой другое имя — Ингрид Педерсен. Он так и не смог найти её до самой своей смерти. Сама Виктория Элизабет/Ингрид узнала то, что она является сестрой Джона Леннона ещё в 1966-м году, за 14 лет до смерти Джона Леннона. Ингрид рассказала, как её приёмная мать, Маргарет, ошеломила её признанием: «Я должна сказать тебе, что ты — приёмная дочь. Ты сестра Джона Леннона». Однако приёмная мать боялась, что Ингрид соблазнится славой «Битлз» и покинет дом. Не желая обижать любимую «маму», Ингрид не стала ничего предпринимать. Приёмным отцом Ингрид являлся норвежский моряк, Педер Педерсон. Ингрид рассказала газете «The Sun»: «Я не могла обидеть маму, поэтому осталась в тени». Ингрид торжественно поклялась себе, что ничего не предпримет, пока её приёмная мать жива. Именно так всё и произошло.

### Жизнь с Бобби Дайкинсом

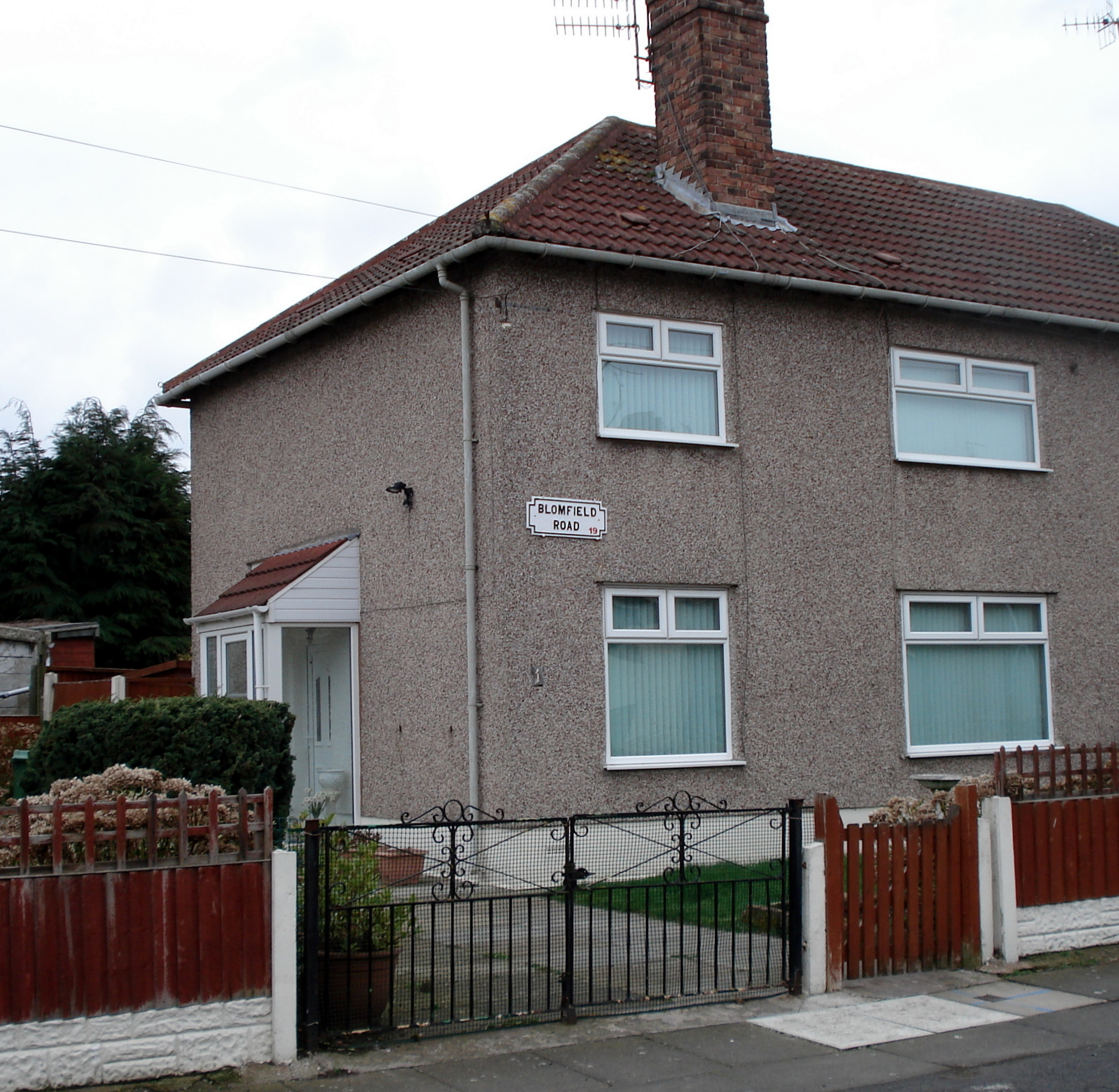
Дом 1 по Бломфилд-роуд, Ливерпуль, где жили Джулия и Дайкинс

Джулия и Джон («Бобби») Дайкинс начали встречаться через год после рождения Виктории (хотя они знали друг друга и раньше). Джулия в это время работала в кафе рядом со школой, где учился её сын. Дайкинс был красивым, всегда хорошо одетым мужчиной, с тонкими усиками и светлыми волосами, страдавшим хроническим кашлем. Он работал сомелье в отеле. Вскоре они с Джулией переехали в район Гэйтакр в новую маленькую квартиру. Джулию привлекали, кроме всего прочего, любовь Дайкинса к роскоши и его материальная обеспеченность, позволяющая Джулии приобретать такие любимые ею «мелочи», как хорошие алкогольные напитки, шоколад, шёлк и сигареты. Другим сёстрам Стэнли Дайкинс не нравился, они называли его «фарцовщиком». По их воспоминаниям, он был очень вспыльчив и даже бил Джулию, когда был пьян. Леннон вспоминал, как его мать приходила к нему с окровавленным после побоев лицом.
Пол Маккартни позже утверждал, что часто язвительно отзывался о том, что мать Леннона, не будучи разведённой, жила с Дайкинсом. Джулия действительно никогда не разводилась с Альфредом, но все считали её гражданской женой Бобби. Она хотела, чтобы и её сын жил с ними; в итоге маленький Леннон, которого делили мать и тётя Мими, часто в слезах бегал от одной к другой.
Одной из причин того, что Мими добивалась опекунства над племянником, была ненадёжность характера Джулии, её рассеянность и нелюбовь к домашнему хозяйству: на кухне Джулия часто смешивала разнообразные ингредиенты для блюд, «как сумасшедший учёный», в гуляш она могла спокойно добавить чай и вообще всё, что попадалось ей под руку. Родственники шутили, что для Джулии было вполне возможно надеть очки без стёкол.

Когда Дайкинс стал владельцем нескольких баров в Ливерпуле, Джулия смогла уйти с работы, чтобы весь день присматривать за их дочерьми Джулией-младшей и Джеки и за Ленноном, который часто навещал мать. Леннон и Маккартни репетировали в ванной её дома, где была великолепная, как в аудиостудии, акустика. Дайкинс иногда давал Леннону карманные деньги (один шиллинг в неделю), в дополнение к пяти шиллингам, которые давала ему Мими. В декабре 1965 года Дайкинс погиб в автокатастрофе, но Леннону несколько месяцев не сообщали об этом, так как это «не касалось семьи Стэнли».

### Дети от Дайкинса

Джулия Леннон с полугодовалой Жаклин Дайкинс. Ливерпуль, 1950

У Джулии и Дайкинса было две дочки — Джулия Бэрд (урождённая Дайкинс, англ. Julia Dykins, р. 5 марта 1947 года) и Жаклин («Джеки») Дайкинс (англ. Jacquie Dykins, р. 26 октября 1949 года). Джеки родилась недоношенной, и долгое время после родов Джулия каждый день навещала её в больнице.
С одиннадцати лет Джон Леннон стал гостить у Дайкинсов и часто ночевал у них; тогда Джулия-младшая уступала ему свою кровать, а сама спала в комнате сестры. По её воспоминаниям, после ухода Джона их мать часто слушала песню «какого-то старого крунера» «My Son, to Me You Are So Wonderful» (рус. Мой сын, ты так замечателен в моих глазах).
После смерти Джулии её дочерей (которым тогда было восемь и одиннадцать лет) отправили в Эдинбург к тёте Мэтер, и только через два месяца их дядя Норман Бёрч сообщил им о смерти матери.
Успех The Beatles позволил Леннону купить дом с четырьмя спальнями для своих сводных сестёр, а также для их тёти Хэрри и дяди Нормана, которые стали законными опекунами девочек, несмотря на то, что Дайкинс был ещё жив, — так как он никогда не состоял в браке с их матерью. После того, как умерла Харриет (тётя Хэрри) и погиб Джон, его вдова Йоко Оно хотела продать этот дом (так как он был собственностью Леннона), но в итоге 2 ноября 1993 года передала его Армии спасения, несмотря на то, что Леннон при жизни утверждал: «Я всегда считал этот дом своим вкладом в воспитание Джулии и Джеки. Я бы хотел, чтобы девочки и жили в нём».
Позже Джулия-младшая и Джеки познакомились со своей сводной сестрой Ингрид (Викторией), когда все они присутствовали на установлении мемориальной доски на доме тёти Мими, где Леннон провёл большую часть своего детства. При этой встрече Джулия была шокирована тем, что Ингрид оказалась совершенно не похожей на членов семейства Стэнли; у неё были светло-голубые глаза и золотистые волосы.

### Смерть

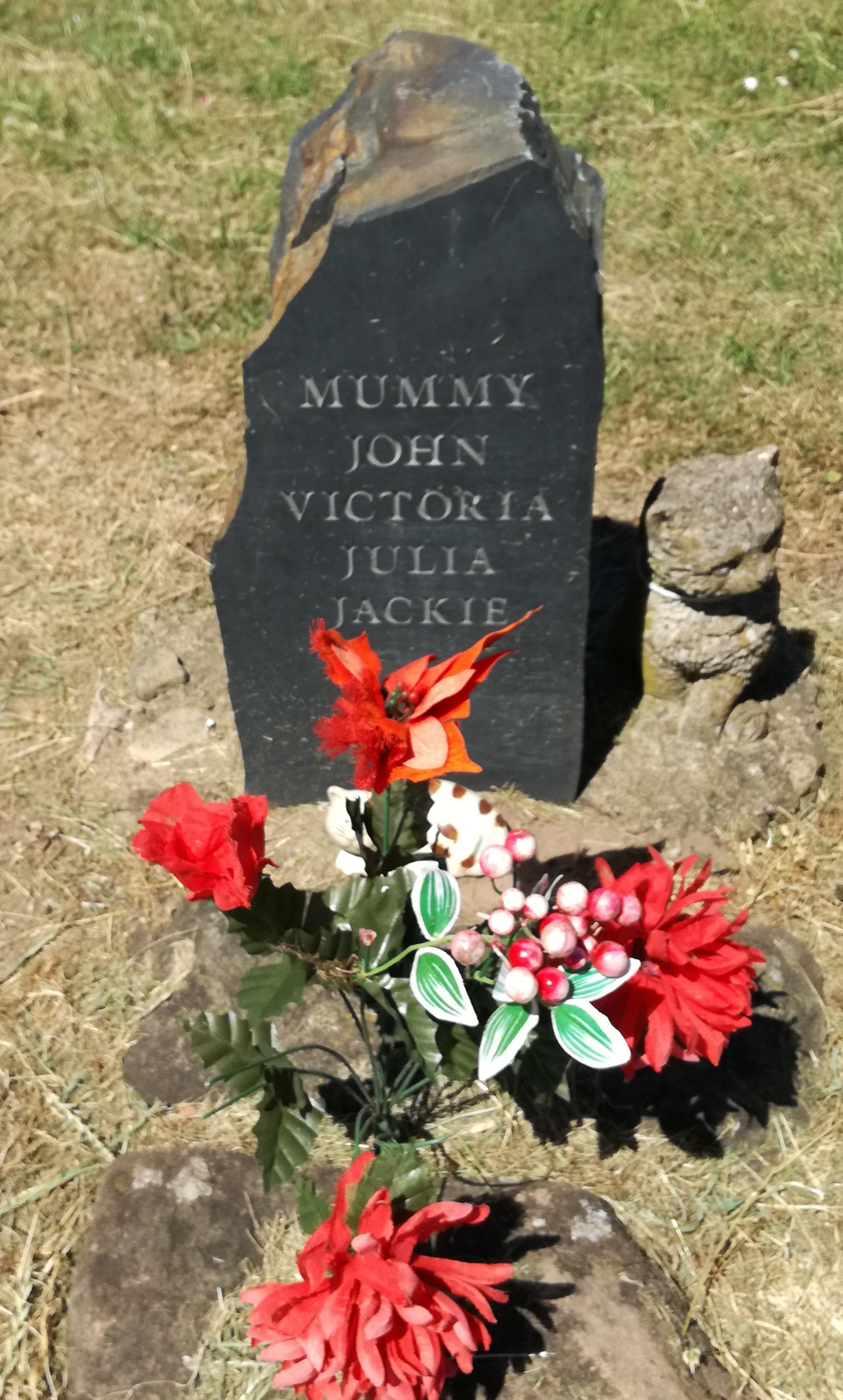
Могила Джулии Леннон на Эллертонском кладбище Ливерпуля

Джулия почти ежедневно приходила в гости к Мими, где они втроём с Джоном болтали, пили чай с пирожными в зимнем саду или гуляли во дворе, если было тепло. Вечером 15 июля 1958 года Найджел Уолли, участник The Quarrymen, пришёл навестить Леннона и увидел, что у парадной двери дома разговаривают Джулия и Мими. Леннона дома не было, он как раз гостил у Дайкинса и своих сестёр в доме на Бломфилд-роуд. Уолли вызвался проводить Джулию до автобусной остановки. Они пошли на север по Менлоув-авеню; Джулия была очень весёлой и всю дорогу шутила и рассказывала анекдоты. В половине десятого Уолли расстался с Джулией на перекрёстке — ей нужно было пройти до автобусной остановки по Вэйл-роуд, и она стала переходить Менлоув-авеню. Через пять секунд Уолли услышал «страшный грохот», обернулся и увидел летящее тело Джулии, которое упало в ста футах (около 30 м) от места, где её сбили. Уолли немедленно побежал за Мими, и они вместе дожидались «скорой помощи»; Мими рыдала в истерике.
Джулия была сбита автомобилем модели Standard Vanguard, за рулём которого был полисмен Эрик Клэг, пьяный и к тому же только учившийся водить. Его полностью оправдали и на короткое время отстранили от работы. Когда Мими услышала о таком приговоре, она пришла в такую ярость, что закричала на Клэга «Убийца!». Позже Клэг ушёл из полиции и стал почтальоном; причём в 1964 году именно он возил письма битломанов семье Маккартни на Фортлин-роуд, 20.
Леннон не мог заставить себя посмотреть на тело матери, когда приехал в Сефтонскую больницу, и даже на похоронах в течение всей церемонии он прятал лицо на коленях Мими. После этого он несколько месяцев не разговаривал с Уолли, и тот чувствовал, что Джон в какой-то степени считал его виновным в гибели матери.
Похоронили Джулию Леннон на Эллертонском кладбище в Ливерпуле. Местоположение её могилы неизвестно, установлено лишь, что она находится примерно в 1,2 мили от дома на Бломфилд-роуд, где прожила последние годы Джулия. Её дочь миссис Бэрд спустя много лет сообщила, что потомки семьи Стэнли решили установить на могиле Джулии надгробие и сделать это мероприятие чисто семейным, надеясь не привлечь к нему внимания прессы. И деревянный крест на могиле был заменён на надгробный камень с выгравированной надписью «Мамa/ Джон/ Виктория/ Джулия/ Джеки» (англ. Mummy/ John/ Victoria/ Julia/ Jackie).

## Влияние на Джона Леннона
Семнадцатилетний Джон Леннон был потрясён смертью матери и последующие два года очень много пил и часто затевал драки, чтобы дать выход «слепой ярости». Эта душевная травма навсегда оставила след в его душе, но одновременно укрепила его близкую дружбу с Полом Маккартни, который тоже в юности лишился матери. 
В память Джулии The Beatles написали в 1968 году для «Белого альбома» песню «Julia», основанную на воспоминаниях Леннона о матери. Леннон говорил: «Героиня этой песни — Йоко и моя мать, слитые в один образ». Песни «Mother» и «My Mummy’s Dead», также посвящённые Джулии, вошли в сольный альбом Леннона John Lennon/Plastic Ono Band, который был выпущен в 1970 году. Первенец Леннона, Джулиан, родившийся в 1963 году, был назван в честь Джулии.

## Образ Джулии Леннон в кино
Джулия стала героиней фильмов «В его жизни: история Джона Леннона» (2000; роль Джулии исполнила Кристина Кэвано) и «Стать Джоном Ленноном» (2009; роль исполнила Энн-Мари Дафф).